# Mystrocnemis flavovittata
Mystrocnemis flavovittata là một loài bọ cánh cứng trong họ Cerambycidae.